# Parviphos adelus
Parviphos adelus är en snäckart som först beskrevs av Jeanne Sanderson Schwengel 1942.  Parviphos adelus ingår i släktet Parviphos och familjen valthornssnäckor. Inga underarter finns listade i Catalogue of Life.